# Verso (album)
Pour les articles homonymes, voir Verso.
Albums de Viktor Lazlo
Mes poisons délicieux Loin de Paname
Verso est le cinquième album studio de la chanteuse belge Viktor Lazlo, sorti également dans une version anglophone sous le titre Back to Front.

## Verso
1. Tourne fou (Anthony Minghella - adapt : Viktor Lazlo / Peter Crosbie), 5:03
2. Babe (V. Lazlo / André Manoukian), 4:32
3. Ces rêves (V. Lazlo / A. Manoukian), 3:31
4. Je te connais (Patrice Guirao / Art Mengo), 4:30
5. Gardez-moi (V. Lazlo / A. Manoukian), 4:09
6. Le non voyage (P. Guirao / A. Mengo), 4:21
7. Souffle de vie (Fred de Fred), 4:53
8. C'est quoi un homme (V. Lazlo / A. Manoukian), 3:41
9. Sale temps (Joëlle Kopf / Michel Amsellem), 4:57
10. C'est magique (Shelly Peiken / Albert Hammond - adapt : V. Lazlo), 4:08
11. Y'a pas d'amour (Jud Friedman / Allan Rich / Sheila E. - adapt : V. Lazlo), 3:53
12. Right or wrong (Kevin Jennings / Eric Clermontet), 4:30

## Back to Front
1. Not the house (Anthony Minghella / Peter Crosbie), 5:03
2. Turn it all around (David Linx / André Manoukian), 4:11
3. My love (V. Lazlo - D. Linx / A. Manoukian), 3:31
4. Love is on the way (Shelly Peiken / Albert Hammond), 3:44
5. Final crash (Patrice Guirao / Art Mengo - adapt : V. Lazlo), 4:30
6. If I go (D. Linx / A. Manoukian), 4:09
7. Come to me (P. Guirao / A. Mengo - adapt : D. Linx), 4:20
8. Blow it away (Fred de Fred - adapt : D. Linx - V. Lazlo), 4:53
9. It's over (D. Linx / A. Manoukian), 3:42
10. Right or wrong (Kevin Jennings / Eric Clermontet), 4:30
11. Have mercy (S. Peiken / A. Hammond), 4:07
12. Waiting for the night (D. Linx / Michel Amsellem), 4:57
13. Thou shalt not (Jud Friedman / Allan Rich / Sheila E.), 3:54

## Crédits
Arrangé et réalisé par Eric Clermontet. 

Enregistré aux Compass Point Studios, Nassau, Bahamas. 

Production exécutive enregistrement : Dominique Nee. 

Production exécutive mix : Mikaël Sala. 

Ingénieur du son : Matt Stein. 

Assisté d'Oswald "Ozzie" Bowe. 

Batterie et programmation : Sly Dunbar. 

Basse : Robbie Shakespeare et Yovo M'Boueke. 

Guitares : Rupert Bent. 

Claviers (moog, clavinet et B3) : Bernie Worrell. 

Rhodes sur C'est quoi un homme : Tyrone Downie. 

Moog sur Je te connais : Félix. 

Chœurs : David Linx, Viktor Lazlo et Gary "Mud Bone" Cooper. 

Vocal guidance : David Linx. 

Guitare acoustique sur Y'a pas d'amour : François Ovide (enregistré aux "Plus XXX Studios", Paris). 

Ingénieur du son : Hervé Marignac assisté de Stéphane May. 

Avec la participation de Bernard Giraudeau (voix sur Gardez-moi).

## Simples
- Ces rêves - 1996.
- Babe - 1996.